# Tours de Järve
Les tours de Järve (en estonien : Järve tornid) sont deux immeubles de grande hauteur construits dans le quartier de Järve à Tallinn en Estonie.

## Description
Les Tours de Järve, nommées TORN 1 et TORN 2, sont deux immeubles de 18 et 19 étages reliées par un immeuble de bureaux de deux étages.
La tour la plus haute mesure 63 mètres et culmine à 98 mètres d'altitude.
La superficie totale de l'ensemble est de 35 820 m2.
les deux premiers étages des tours sont affectés aux espaces commerciaux 
Le premier étage du bâtiment est principalement destiné aux espaces commerciaux et de services, et le deuxième étage aux bureaux.
Les derniers étages abritent des deux tours abrite en tout 201 appartements.
Les deux premiers étages de TORN 2 et les espaces de bureaux, de commerces et de services entre les tours ont été livrés en décembre 2020.
Les locaux commerciaux de TORN 1 ont été livrés à la fin de l'été 2021.

## Situation
Les tours de Järve sont situées en face de Järvevana Kvartal. De l'autre côté de Pärnu maantee se trouvent l'immeuble de bureaux Delta Plaza, le parc forestier de Järve et le lac Ülemiste.
les tours sont à l'intersection des principales routes Pärnu mnt, Järvevana tee et A. H. Tammsaare tee.
Le Centre commercial d'Ülemiste et le Centre commercial T1 sont proximité.

## Prix
Les tours de Järve ont été élues bâtiment en béton de l'année (et) 2022.